# Victor Bendico

Wappen von Victor Bendico als Bischof von Baguio

Victor Barnuevo Bendico (* 22. Januar 1960 in Roxas City) ist ein philippinischer Geistlicher und römisch-katholischer Erzbischof von Capiz.

## Leben
Victor Bendico studierte Philosophie und Katholische Theologie am Zentralseminar der Universität des heiligen Thomas von Aquin in Manila, an der er 1980 mit der Arbeit A philosophical exposition of Gabriel Marcel’s concept of man’s alienation in a broken world („Eine philosophische Betrachtung von Gabriel Marcels Konzept der Entfremdung des Menschen in einer kaputten Welt“) ein Lizenziat im Fach Philosophie erwarb. Am 14. April 1984 empfing er das Sakrament der Priesterweihe für das Erzbistum Capiz.
In den ersten vier Jahren nach seiner Priesterweihe war Bendico Spiritual am San Pius X Seminary in Roxas City und anschließend bis 1995 als Pfarrvikar der Pfarrei St. Theresa in Roxas City tätig. Von 1996 bis 2000 studierte er am Athenaeum Sant’Anselmo in Rom, wo er bei Cassian Folsom OSB mit der Arbeit The relationship between confirmation and Pentecost in the Ordo Confirmationis of Paul VI (History and Theology) („Die Beziehung zwischen Firmung und Pfingsten im Ordo Confirmationis von Paul VI. (Geschichte und Theologie)“) in Liturgiewissenschaft promoviert wurde. Von 2000 bis 2006 war er Regens des Priesterseminars St. Maria Mater et Regina in Roxas City und Pfarrer der Pfarrei St. Isidore in Pontevedra. Anschließend war er weiter in der Pfarrseelsorge tätig, von 2006 bis 2011 als Pfarrer der Pfarrei St. Laurence in Panitan und ab 2011 an der Kathedrale des Erzbistums Capiz in Roxas City. Er gehörte den diözesanen Kommissionen für den Klerus und die Liturgie sowie dem Konsultorenkollegium und dem Priesterrat an. Außerdem war er Beiratsmitglied des Colegio de la Purisima Conception. Am 6. August 2011 verlieh ihm Papst Benedikt XVI. den Ehrentitel Päpstlicher Ehrenkaplan.
Papst Franziskus ernannte ihn am 1. Oktober 2016 zum Bischof von Baguio. Die Bischofsweihe empfing er am 10. Januar des folgenden Jahres in der Kathedrale Our Lady of the Atonement in Baguio City durch den Erzbischof von Nueva Segovia, Mario Mendoza Peralta. Mitkonsekratoren waren sein Amtsvorgänger Carlito Cenzon und Jose F. Advincula, Erzbischof von Capiz. Bendico wählte den Wahlspruch Confidam („Ich werde vertrauen“). Vom 17. Juli 2017 bis zum 2. August 2018 fungierte er zudem als Apostolischer Administrator des vakanten Bistums San Fernando de La Union. 2022 kritisierte Bendico Pläne zur Wiedereinführung der Todesstrafe auf den Philippinen.
Am 3. März 2023 bestellte ihn Papst Franziskus zum Erzbischof von Capiz. Die Amtseinführung erfolgte am 2. Mai desselben Jahres.
In der Philippinischen Bischofskonferenz leitet Bendico die Liturgiekommission. Ferner fungiert er als stellvertretender Vorsitzender der Kommission für die Gefängnisseelsorge und gehört der Kommission für die Eucharistischen Weltkongresse an.